# Karola Mittelstädt
Karola Mittelstädt (* vor 1976) ist eine deutsche Filmeditorin. Ab den 1970er Jahren war sie im Bereich Schnitt tätig. Bis 2015 war sie an mehr als 30 Produktionen beteiligt.

## Filmografie (Auswahl)
- 1978–2013: Polizeiruf 110 (Fernsehreihe)
  - 1978: In Maske und Kostüm
  - 1979: Walzerbahn
  - 1979: Heidemarie Göbel
  - 1980: Der Hinterhalt
  - 1982: Der Rettungsschwimmer
  - 1985: Ein Schritt zu weit
  - 1989: Mitternachtsfall
  - 1993: Blue Dream – Tod im Regen
  - 1994: Totes Gleis
  - 1995: Jutta oder Die Kinder von Damutz
  - 1999: Mörderkind
  - 2003: Die Schlacht
  - 2005: Dettmanns weite Welt
  - 2013: Vor aller Augen
- 1980/1990: Der Staatsanwalt hat das Wort: Risiko (Fernsehreihe)
- 1981: Kippenberg (Fernsehfilm)
- 1982: Der Staatsanwalt hat das Wort: Ich bin Joop van der Dalen
- 1984: Der Schimmelreiter
- 1988: Jeder träumt von einem Pferd (Fernsehfilm)
- 1991: Hüpf, Häschen hüpf (Fernsehfilm)
- 1991: Der Staatsanwalt hat das Wort: Bis zum bitteren Ende
- 1993–1995: Tatort (Fernsehreihe)
  - 1993: Verbranntes Spiel
  - 1993: Bauernopfer
  - 1994: Jetzt und Alles
  - 1995: Falsches Alibi
- 1997: Schlank bis in den Tod
- 2001: Der Verleger (Fernsehzweiteiler)
- 2003: Alles Samba
- 2004: Die Blindgänger
- 2006: Silberhochzeit
- 2007: Du bist nicht allein
- 2007: Krauses Fest
- 2007: Stella und der Stern des Orients
- 2008: Insel des Lichts
- 2011: Liebesjahre
- 2013: Die kleine Meerjungfrau
- 2014: Das Zeugenhaus